# Emily Blunt
Emily Olivia Laura Blunt (Londra, 23 febbraio 1983) è un'attrice britannica naturalizzata statunitense.
Ha ottenuto il riconoscimento per il suo ruolo nel film My Summer of Love (2004) e nel film televisivo Gideon's Daughter (2006), che le è valso il Golden Globe nella sezione migliore attrice non protagonista in una serie. Il successo internazionale arriva poi con i film Il diavolo veste Prada (2006), The Young Victoria (2009), Il pescatore di sogni (2011), Into the Woods (2014) e con il ruolo di Mary Poppins ne Il ritorno di Mary Poppins (2018).
Nel 2019 si è aggiudicata lo Screen Actors Guild Award nella sezione migliore attrice non protagonista per la sua interpretazione nel film A Quiet Place - Un posto tranquillo (2018), diretto dal marito John Krasinski. Nel 2023 ha ricevuto il plauso della critica per la sua interpretazione nel pluripremiato film biografico Oppenheimer, per il quale si è aggiudicata lo Screen Actors Guild Award per il miglior cast cinematografico e ha ricevuto la sua prima candidatura al Premio Oscar come miglior attrice non protagonista.

## Biografia
Emily Blunt è nata a Wandsworth, un distretto a sud-ovest di Londra, da una famiglia dell'alta borghesia britannica. È la seconda di quattro figli nati da Joanna Mackie, ex attrice e insegnante, e dall'avvocato Oliver Simon Peter Blunt. I suoi fratelli sono Felicity, Sebastian e Susannah. Fra i sette ed i quattordici anni ha sviluppato un certo grado di balbuzie, riuscendo in seguito a controllare il proprio eloquio anche grazie ad un insegnante di recitazione.
Frequentò la Ibstock Place School a Roehampton, nel sud-ovest di Londra, e all'età di 16 anni andò alla Hurtwood House a Dorking, nel Surrey, un college privato noto per il suo programma di arti dello spettacolo. Nel 2000 fu selezionata per partecipare al Festival del Teatro di Edimburgo, dove fu scoperta da un agente e iniziò la sua carriera.

## Carriera

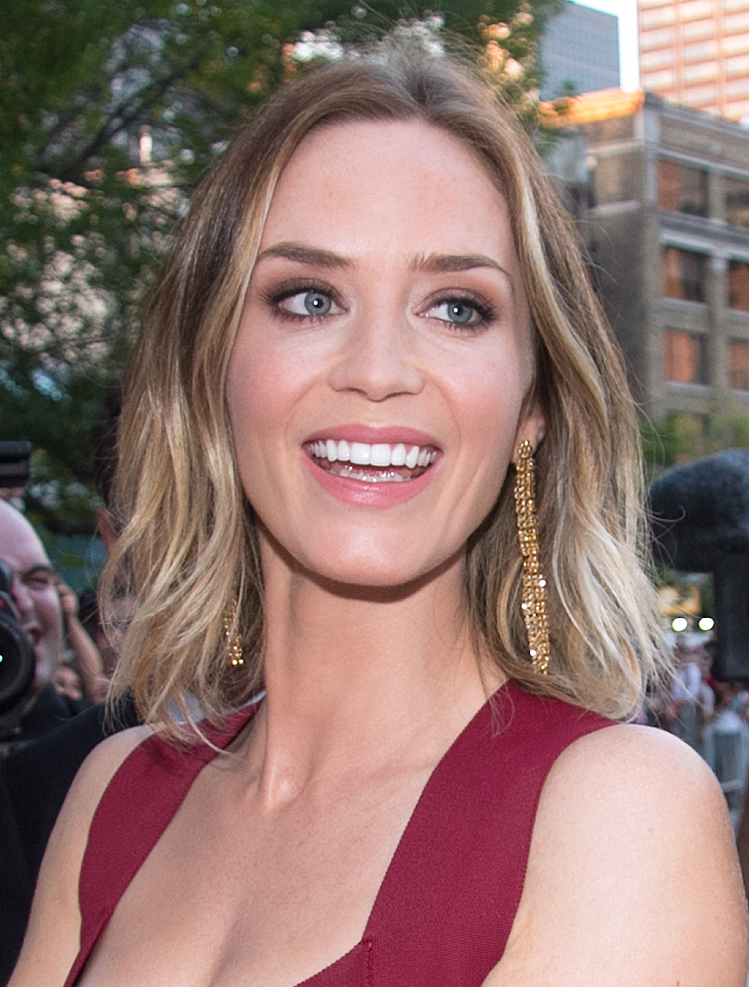
Emily Blunt al Toronto International Film Festival 2012

Dopo gli studi di recitazione inizia la sua gavetta in teatro dove lavora in Romeo e Giulietta di William Shakespeare. Debuttò sul piccolo schermo nel 2003 con il film Boudica, diretto da Bill Anderson. Nello stesso anno interpretó la regina Catherine Howard nella miniserie tv Henry VIII. In seguito partecipò ad altre produzioni televisive come ad un episodio della serie TV Poirot, intitolato Poirot sul Nilo.
Il primo ruolo importante arrivò nel 2004, al cinema, in My Summer of Love, film di Paweł Pawlikowski riguardante l'amore lesbo tra due adolescenti. Nel 2005 recita nel film TV Gideon's Daughter, per il quale si aggiudicò un Golden Globe; questo la fece notare ad Hollywood, tanto che nel 2006 recitò al fianco di Susan Sarandon ne Le verità negate. La vera fama e popolarità le arrivarono grazie all'interpretazione dell'inquieta e allarmante collega di Anne Hathaway ne Il diavolo veste Prada: testate importanti come Entertainment Weekly e l'attrice Meryl Streep hanno tessuto le sue lodi, per la sua interpretazione che rubò la scena alla Hathaway. Grazie a questo ruolo ottenne una candidatura ai Golden Globe per la migliore attrice non protagonista. Nel 2007 lavorò in film come Il club di Jane Austen con Maria Bello, L'amore secondo Dan con Steve Carell e La guerra di Charlie Wilson con Tom Hanks e Julia Roberts.
Nel 2009 interpretò la regina Vittoria nel film The Young Victoria, diretto da Jean-Marc Vallée e scritto da Julian Fellowes, con Miranda Richardson nel ruolo della Duchessa di Kent, madre di Vittoria, e di Rupert Friend nel ruolo del principe consorte Alberto; per questa interpretazione fu candidata al Golden Globe per la migliore attrice in un film drammatico. Nel 2011 l'attrice venne scelta da Yves Saint Laurent come testimonial del profumo Opium. Nel 2011 recitò nel fantastico I guardiani del destino, al fianco di Matt Damon. Nel 2012 fu nel cast di Looper e nel 2014 recitò in due pellicole, Edge of Tomorrow - Senza domani e Into the Woods, musical dove tornò a condividere la scena con Meryl Streep. L'anno successivo fu protagonista della pellicola Sicario, diretta da Denis Villeneuve e presentata in anteprima al Festival di Cannes.
Nel 2016 fu tra i protagonisti della pellicola Il cacciatore e la regina di ghiaccio, prequel del film del 2012 Biancaneve e il cacciatore. Il cast è completato da Charlize Theron, Jessica Chastain e Chris Hemsworth. Sempre nel 2016 interpretò Rachel Watson nell'adattamento cinematografico del romanzo best seller di Paula Hawkins La ragazza del treno. Sempre in quell'anno fu scelta per interpretare Mary Poppins nel Il ritorno di Mary Poppins, sequel del classico Mary Poppins del 1964, e adattamento cinematografico del libro di P. L. Travers, Mary Poppins ritorna. La pellicola è uscita nelle sale cinematografiche il 19 dicembre 2018.
Nel 2018 fu anche protagonista del film A Quiet Place - Un posto tranquillo, nel quale recitò accanto al marito John Krasinski, quest'ultimo nella veste anche di regista e sceneggiatore della pellicola. Il film narra le vicende di una famiglia costretta a vivere nel silenzio assoluto, per evitare l'attenzione di una razza aliena che attacca non appena sente un rumore. Il film è stato un successo sia di critica che di pubblico, incassando 340 milioni di dollari a fronte di un budget di 17 milioni. Nello stesso anno prese parte al sequel, A Quiet Place II, accanto a Cillian Murphy. È da ricordare che nel 2021 è stata protagonista del film Jungle Cruise.
Nel 2023 interpreta "Katherine "Kitty" Oppenheimer" nel film campione di incassi Oppenheimer, diretto da Christopher Nolan, ruolo che le frutta una candidatura ai premi Oscar e ai Golden Globe per la miglior attrice non protagonista.
Nel 2024 affianca Ryan Gosling nel film The Fall Guy, diretto da David Leitch.

## Vita privata

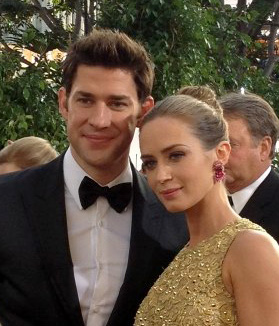
Emily Blunt con il marito John Krasinski ai Golden Globe 2013

Blunt ha avuto una relazione di tre anni con il cantante canadese Michael Bublé. L'attrice ha partecipato ai cori del brano Me and Mrs. Jones incluso nell'album dell'ex fidanzato Call Me Irresponsible.
Nel 2009 si è fidanzata con l'attore e regista John Krasinski, che ha sposato il 10 luglio 2010. La coppia ha due figlie. Nell'agosto 2015 ha ottenuto la cittadinanza statunitense.
È cognata dell'attore Stanley Tucci, il quale è sposato con la sorella dell'attrice, Felicity Blunt.

## Filmografia

### Attrice

#### Cinema
- My Summer of Love, regia di Paweł Pawlikowski (2004)
- Le verità negate (Irresistible), regia di Ann Turner (2006)
- Il diavolo veste Prada (The Devil Wears Prada), regia di David Frankel (2006)
- Wind Chill - Ghiaccio rosso sangue (Wind Chill), regia di Gregory Jacobs (2007)
- Il club di Jane Austen (The Jane Austen Book Club), regia di Robin Swicord (2007)
- L'amore secondo Dan (Dan in Real Life), regia di Peter Hedges (2007)
- La guerra di Charlie Wilson (Charlie Wilson's War), regia di Mike Nichols (2007)
- The Great Buck Howard, regia di Sean McGinly (2008)
- Sunshine Cleaning, regia di Christine Jeffs (2008)
- The Young Victoria, regia di Jean-Marc Vallée (2009)
- Curiosity, regia di Toby Spanton – cortometraggio (2009)
- Wolfman (The Wolfman), regia di Joe Johnston (2010)
- Wild Target, regia di Jonathan Lynn (2010)
- I fantastici viaggi di Gulliver (Gulliver's Travels), regia di Rob Letterman (2010)
- I guardiani del destino (The Adjustment Bureau), regia di George Nolfi (2011)
- Il pescatore di sogni (Salmon Fishing in the Yemen), regia di Lasse Hallström (2011)
- Your Sister's Sister, regia di Lynn Shelton (2011)
- I Muppet (The Muppets), regia di James Bobin (2011)
- The Five-Year Engagement, regia di Nicholas Stoller (2012)
- Looper, regia di Rian Johnson (2012)
- Il mondo di Arthur Newman (Arthur Newman), regia di Dante Ariola (2012)
- Edge of Tomorrow - Senza domani (Edge of Tomorrow), regia di Doug Liman (2014)
- Into the Woods, regia di Rob Marshall (2014)
- Sicario, regia di Denis Villeneuve (2015)
- Il cacciatore e la regina di ghiaccio (The Huntsman: Winter's War), regia di Cedric Nicolas-Troyan (2016)
- La ragazza del treno (The Girl on the Train), regia di Tate Taylor (2016)
- A Quiet Place - Un posto tranquillo (A Quiet Place), regia di John Krasinski (2018)
- Il ritorno di Mary Poppins (Mary Poppins Returns), regia di Rob Marshall (2018)
- Il profumo dell'erba selvatica (Wild Mountain Thyme), regia di John Patrick Shanley (2020)
- A Quiet Place II (A Quiet Place: Part II), regia di John Krasinski (2020)
- Jungle Cruise, regia di Jaume Collet-Serra (2021)
- Oppenheimer, regia di Christopher Nolan (2023)
- Pain Hustlers - Il business del dolore (Pain Hustlers), regia di David Yates (2023)
- The Fall Guy, regia di David Leitch (2024)
- The Smashing Machine, regia di Benny Safdie (2025)

#### Televisione
- Boudicca, regia di Bill Anderson – film TV (2003)
- Henry VIII, regia di Pete Travis – miniserie TV (2003)
- Poirot (Agatha Christie's Poirot) – serie TV, episodio 9x03 (2004)
- Empire, regia di John Gray, Kim Manners e Greg Yaitanes – miniserie TV (2005)
- Gideon's Daughter, regia di Stephen Poliakoff – film TV (2005)
- The English – miniserie TV, 6 puntate (2022)

### Doppiatrice
- I Simpson – serie TV, 1 episodio (2009)
- Gnomeo e Giulietta (Gnomeo and Juliet), regia di Kelly Asbury (2011)
- Si alza il vento, regia di Hayao Miyazaki (2013)
- Animal Crackers, regia di Scott Christian Sava, Tony Bancroft e Jaime Maestro (2017)
- My Little Pony - Il film, regia di Jayson Thiessen (2017)
- Sherlock Gnomes, regia di John Stevenson (2018)
- IF - Gli amici immaginari (IF), regia di John Krasinski (2024)

## Teatro
- The Royal Family di George S. Kaufman, regia di Peter Hall. Haymarket Theatre di Londra (2001)
- Vincent in Brixton di Nicholas Wright, regia di Richard Eyre. National Theatre di Londra (2002)
- Romeo e Giulietta di William Shakespeare, regia di Indhu Rubasingham. Festival Theatre di Chichester (2002)

## Riconoscimenti
- Premi Oscar

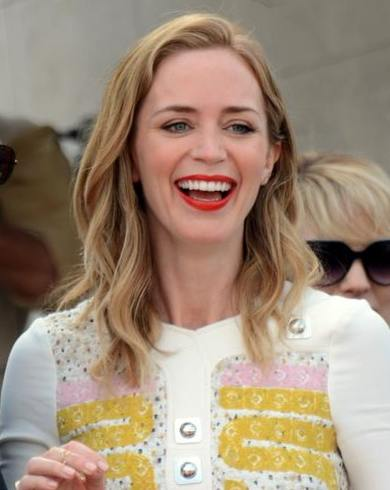
Emily Blunt nel 2015

  - 2024 – Candidatura alla miglior attrice non protagonista per Oppenheimer[23]
- Golden Globe[24]
  - 2007 – Miglior attrice non protagonista in una serie per Gideon's Daughter[25]
  - 2007 – Candidatura alla migliore attrice non protagonista per Il diavolo veste Prada[25]
  - 2010 – Candidatura alla migliore attrice in un film drammatico per The Young Victoria
  - 2013 – Candidatura alla migliore attrice in un film commedia o musicale per Il pescatore di sogni
  - 2015 – Candidatura alla migliore attrice in un film commedia o musicale per Into the Woods[26]
  - 2019 – Candidatura alla miglior attrice in un film commedia o musicale per Il ritorno di Mary Poppins[27]
  - 2024 – Candidatura alla miglior attrice non protagonista per Oppenheimer
- AACTA Award
  - 2016 – Candidatura alla miglior attrice protagonista per Sicario[28]
  - 2019 – Candidatura alla miglior attrice per Il ritorno di Mary Poppins
- Critics' Choice Movie Award
  - 2010 – Candidatura alla miglior attrice per The Young Victoria
  - 2013 – Candidatura alla miglior attrice in un film d'azione per Looper
  - 2015 – Miglior attrice in un film d'azione per Edge of Tomorrow – Senza domani
  - 2015 – Candidatura al miglior cast per Into the Woods
  - 2016 – Candidatura alla miglior attrice in un film d'azione per Sicario[29]
  - 2019 – Candidatura alla Miglior attrice per Il ritorno di Mary Poppins[30]
  - 2019 – Candidatura alla miglior attrice in una commedia per Il ritorno di Mary Poppins[30]
  - 2024 – Candidatura alla miglior attrice non protagonista per Oppenheimer
  - 2024 – Miglior cast per Oppenheimer
- Detroit Film Critics Society
  - 2014 – Candidatura al miglior cast per Into the Woods
- Dublin Film Critics Circle Awards
  - 2015 – Candidatura alla miglior attrice protagonista per Sicario
- Empire Awards
  - 2010 – Candidatura alla miglior attrice per The Young Victoria
  - 2015 – Candidatura alla miglior attrice per Edge of Tomorrow – Senza domani[31]
  - 2016 – Candidatura alla miglior attrice per Sicario
- Gold derby Film Awards
  - 2014 – Candidatura al miglior cast per Into the Woods[32]
  - 2019 – Candidatura alla miglior attrice non protagonista per A Quiet Place – Un posto tranquillo
- Golden Schmoes Awards
  - 2018 – Candidatura alla miglior attrice per Il ritorno di Mary Poppins[33]
  - 2018 – Miglior attrice non protagonista per A Quiet Place – Un posto tranquillo[33]
- Hollywood Critics Association Midseason Awards
  - 2021 – Candidatura alla migliore attrice non protagonista per A Quiet Place II
- Houston Film Critics Society Awards
  - 2016 – Candidatura alla migliore attrice per Sicario
- Jupiter Award
  - 2011 – Miglior attrice internazionale per The Young Victoria
  - 2016 – Candidatura alla miglior attrice internazionale per Sicario
- London Critics Circle Film Awards
  - 2005 – Candidatura al miglior esordiente dell'anno per My Summer of Love
  - 2007 – Miglior attrice britannica non protagonista dell'anno per Il diavolo veste Prada
  - 2010 – Candidatura alla miglior attrice britannica dell'anno per The Young Victoria
  - 2010 – Candidatura alla miglior attrice britannica non protagonista dell'anno per Sunshine Cleaning
  - 2013 – Candidatura alla miglior attrice britannica dell'anno per Your Sister's Sister e Looper
  - 2015 – Candidatura alla miglior attrice britannica dell'anno per Edge of Tomorrow – Senza domani e Into the Woods
  - 2016 – Candidatura alla miglior attrice britannica/irlandese dell'anno per Sicario
  - 2019 – Candidatura alla miglior attrice britannica/irlandese dell'anno per A Quiet Place – Un posto tranquillo, Il ritorno di Mary Poppins e Sherlock Gnomes
- MTV Movie & TV Awards
  - 2007 – Candidatura alla miglior performance rivelazione per Il diavolo veste Prada
  - 2007 – Candidatura alla miglior performance comica per Il diavolo veste Prada
  - 2018 – Candidatura alla performance più terrorizzante per A Quiet Place - Un posto tranquillo
- E! People's Choice Awards
  - 2013 – Candidatura all'attrice preferita in un film commedia
  - 2016 – Candidatura all'attrice preferita in un film d'azione
  - 2017 – Candidatura all'attrice preferita in un film drammatico
  - 2018 – Candidatura alla star di un film drammatico del 2018 per A Quiet Place - Un posto tranquillo[34]
- Premio BAFTA
  - 2007 – Candidatura alla Miglior stella emergente
  - 2007 – Candidatura alla migliore attrice non protagonista per Il diavolo veste Prada
  - 2017 – Candidatura alla migliore attrice protagonista per La ragazza del treno
  - 2024 – Candidatura per la migliore attrice non protagonista per Oppenheimer[35]
- Satellite Award
  - 2009 – Candidatura alla miglior attrice non protagonista per Il club di Jane Austen[36]
  - 2009 – Candidatura alla miglior attrice per The Young Victoria[36]
  - 2015 – Miglior cast per Into the Woods
  - 2019 – Candidatura alla migliore attrice in un film commedia o musicale per Il ritorno di Mary Poppins[37]
  - 2024 – Miglior cast per Oppenheimer
- Saturn Award
  - 2012 – Miglior attrice non protagonista per I guardiani del destino[38]
  - 2015 – Candidatura alla miglior attrice per Edge of Tomorrow – Senza domani[39]
  - 2016 – Candidatura alla miglior attrice per Sicario[40]
  - 2017 – Candidatura alla miglior attrice per La ragazza del treno[41]
  - 2019 – Candidatura alla miglior attrice per Il ritorno di Mary Poppins
  - 2022 – Candidatura alla miglior attrice per A Quiet Place II
  - 2024 – Miglior attrice non protagonista per Oppenheimer

- Screen Actors Guild Award
  - 2017 – Candidatura alla miglior attrice cinematografica per La ragazza del treno
  - 2019 – Candidatura alla miglior attrice per Il ritorno di Mary Poppins[42]
  - 2019 – Miglior attrice non protagonista per A Quiet Place - Un posto tranquillo[42][43]
  - 2023 – Candidatura alla miglior attrice in una miniserie per The English
  - 2024 – Candidatura alla miglior attrice non protagonista per Oppenheimer
  - 2024 – Miglior cast cinematografico per Oppenheimer
- Teen Choice Awards
  - 2006 – Candidatura alla miglior attrice emergente per Il diavolo veste Prada
  - 2014 – Candidatura alla miglior attrice di film d'azione per Edge of Tomorrow – Senza domani[44]
  - 2019 – Candidatura alla miglior attrice in un film fantasy/sci-fi per Il ritorno di Mary Poppins[45]
- Yoga Awards
  - 2017 – Peggior attrice straniera per La ragazza del treno

## Doppiatrici italiane
Nelle versioni in italiano delle opere in cui ha recitato, Emily Blunt è stata doppiata da:
- Domitilla D'Amico in Il club di Jane Austen, Wolfman, I fantastici viaggi di Gulliver, Il pescatore di sogni, Il mondo di Arthur Newman, Into the Woods, Il ritorno di Mary Poppins[46], Jungle Cruise, The English, Oppenheimer, The Fall Guy
- Francesca Manicone in Il diavolo veste Prada, Sunshine Cleaning, I Muppet, Edge of Tomorrow - Senza domani, Sicario, La ragazza del treno, A Quiet Place - Un posto tranquillo, Il profumo dell'erba selvatica, A Quiet Place II, Pain Hustlers - Il business del dolore
- Daniela Calò in La guerra di Charlie Wilson, Empire
- Stella Musy in I guardiani del destino, Looper
- Federica De Bortoli in Poirot
- Laura Lenghi in My Summer of Love
- Chiara Colizzi in Le verità negate
- Eleonora De Angelis in Wind Chill - Ghiaccio rosso sangue
- Emanuela D'Amico in L'amore secondo Dan
- Georgia Lepore in The Young Victoria
- Sabine Cerullo in Wild Target
- Selvaggia Quattrini in Your Sister's Sister
- Perla Liberatori in The Five-Year Engagement
- Letizia Scifoni in Il cacciatore e la regina di ghiaccio

Da doppiatrice è sostituita da:
- Chiara Gioncardi in Gnomeo e Giulietta, Sherlock Gnomes
- Georgia Lepore ne I Simpson (Juliet, 09x20)
- Federica Simonelli in Animal Crackers
- Lorella Cuccarini in My Little Pony - Il film
- Francesca Manicone in IF - Gli amici immaginari